# Windows Mobile
O Windows Mobile foi um sistema operacional compacto, desenvolvido para funcionar em dispositivos móveis como Pocket PCs, Smartphones e Aparelhos de multimídia em geral. Projetado para ser capaz de realizar boa parte do que é possível em uma versão PC do Windows, o sistema vem com um conjunto de aplicações básicas bem conhecidas no mundo dos PC's, tais como o Word, Excel, PowerPoint, Windows Media Player Pocket.
O sistema operacional não foi oficialmente descontinuado, mas em 09 maio de 2012 o fim da Windows Mobile Marketplace para os dispositivos moveis e a remoção de downloads em seu site oficial em 15 de Julho de 2011 tirou o contato direto com a desenvolvedora Microsoft.
Em 2015, o nome ressurge como uma versão chamada de Windows 10 para Dispositivos Móveis, conhecida como "Windows 10 Mobile".

## Recursos do Windows Mobile
- A tela "touch screen", configurável, em geral traz informações tais como o dia de hoje, dados do dono, anotações, novos e-mails e tarefas em execução. Também pode incluir uma barra de notificação com o status do Bluetooth, possibilidade de instalar novos programas ou adicionar itens na tela "Today screen". O papel de parede pode ser personalizado através do Pocket PC, ou os temas podem ser baixados pelo computador e sincronizados para o Pocket PC.
- A barra de tarefas mostra a hora atual, o volume e o status da conectividade atual. Quando um programa ou uma mensagem é aberta, um espaço vazio depois do relógio é preenchido com um botão OK ou um ícone para fechar. O principal recurso da barra de tarefas é o botão Iniciar, bem parecido com as das versões anteriores do Windows. O menu Iniciar tem os mesmos recursos do menu do Windows XP, permitindo acessar os programas, configurações, procurar arquivos, ver a ajuda e ainda executar os programas instalados.
- O Microsoft Office que acompanha o Windows Mobile inclui o Word, o Excel para dispositivos móveis; e, na a partir do Windows Mobile 5.0, o PowerPoint Mobile. Nestas versões há vários recursos das versões desktop; entretanto, certas facilidades como inserção de tabelas e imagens não se encontravam inclusos nas versões anteriores a 5.0. O programa de conexão ActiveSync, que acompanha os dispositivos, tem recursos que permitem converter os arquivos da versão desktop para a versão Pocket PC.
- O Outlook Mobile, que acompanha o Windows Mobile, inclui agendador de tarefas, calendários, contatos e uma caixa de entrada de e-mails que pode interagir com um servidor do Microsoft Exchange (é necessário ter conexão com a internet para realizar esta tarefa). O Microsoft Outlook para as versões desktop é incluída algumas vezes como um CD-ROM que é incluso com o fabricante do hardware do seu Pocket PC.
- O Windows Media Player 9 para o Windows Mobile suporta grande parte dos formatos de multimídia existentes, tais como .WMA, .WMV, .MP3, e .AVI. Atualmente a versão 10.0 tem um suporte bem melhor a dispositivos mais modernos, mas apara tocar arquivos .MPEG e .WAV, você tem que baixar um programa de terceiros para conseguir abrir estes tipos de arquivos. Algumas versões conseguem tocar arquivos MPEG4 Audio (.M4A)

## Versões

### Windows CE
Um trabalho que começou suas pesquisas em 1990. No começo, o sistema operacional e interface foram desenvolvidos separadamente. Uma equipe recebeu o codinome WinPad, depois, Microsoft At Work for Handhelds, pois o Windows CE é baseado no Windows 95 que teve um suporte caneta. WinPad não foi lançado como produto de consumo, existiu uma equipe trabalhou num projeto cujo nome é Pulsar, feito para ser a versão móvel de comunicação. O projeto foi cancelado com o WinPad, os dois grupos se dispersaram e formariam o projeto Pegasus em 1995 para funcionar com o hardware do sistema do Windows CE, formando um fator de forma parecido a um PDA PC-esque, como WinPad, que funcionaria como Pulsar.

### Pocket PC 2000

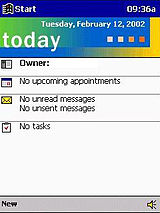
Tela inicial do Pocket PC 2000

Pocket PC 2000, o "Rapier", lançado em 19 de abril de 2000, baseado no Windows CE 3.0. Foi chamado: sistema operacional Windows Mobile, para ser sucessor no sistema operacional a bordo dePalm-size PC. Compatível com versões anteriores, mantida com aplicações Palm-size PC. Pocket PC 2000, destinado para Pocket PC dispositivos. A única resolução suportada da versão foi de 240 x 320 (QVGA ). Formatos de cartões de armazenamento removíveis que foram apoiados eram CompactFlash eMultiMediaCard. Até o momento, dispositivos Pocket PC não tinham sido padronizadas com a arquitetura específica CPU. Pocket PC 2000, estava nos recursos de hardware originais. A versão inicial com múltiplas aplicações integradas, A versão do pacote Office da Microsoft, nomeado Pocket Office, foi empacotado e incluiu Pocket Word, Pocket Excel e Pocket Outlook.

### Pocket PC 2002
[[Imagem:Pocket PC 2002 Screenshot.png
O Pocket PC era a intenção original de plataforma para o sistema operacional Windows Mobile. Estes dispositivos autônomos constou de ambos os dispositivos Pocket PC sem capacidades de Telefone celular, e aqueles que incluíram telemóvel capacidades. O nome mais atual do Windows Mobile destinados à utilização em Pocket PCs é oficialmente "Windows Mobile 6 Professional" para dispositivos móveis com capacidades de telefone e de "Windows Mobile 6 Classic" para dispositivos sem telemóvel capacidades.

### Windows Mobile 2003
Windows Mobile 2003, o "Ozônio", lançado em 23 de junho de 2003, o primeiro lançamento sob a bandeira do Windows Mobile. Em quatro edições, dentre elas, uma projetada especialmente para Pocket PCs, incluindo funcionalidades de telefone, outra foi usada em modelos de orçamento Pocket PC. Faltando uma série de características que estavam em outra versão, como um cliente para L2TP/IPsec VPNs. Windows Mobile 2003 foi alimentado pelo Windows CE 4.20. Interface de comunicação reforçadas com Bluetooth gerenciamento de dispositivos. Permitindo arquivo transmissão Bluetooth, e suportes. Com aplicação de fotos visualização, recorte, e-mail e suporte radiante. Melhor multimídia, um jogo intitulado Jawbreaker entre os programas pré-instalados. Outras características / built-in aplicações incluíram maior Pocket Outlookcom vCard e vCal apoio, melhor Pocket Internet Explorer e SMS opções de resposta para Phone Edition.

### Windows Mobile 2003 SE
Windows Mobile 2003 Second Edition, "Windows Mobile 2003 SE", lançado em 24 de março de 2004 e oferecido no Dell Axim x30. Foi a última versão que permitia aos usuários fazer backup e restaurar um dispositivo inteiro através do ActiveSync. Esta atualização permite aos usuários alternar entre retrato e paisagem modos apresentando um layout no Pocket Internet Explorer. Para ter acesso à Internet sem fio mais segura Wi-Fi Protected Access (WPA) tem adicionado suporte.
Novas resoluções de tela, também estreou, VGA (640 × 480), 176х220, 240x240 e 480x480, para aumentar a claridade visual e gama de formatos Windows Mobile podia correr.

### Windows Mobile 5.0
Windows Mobile 5.0, o "Magneto", lançado no Mobile and Embedded da Microsoft Developers Conference 2005, em Las Vegas, 09-12 maio de 2005. Oferece suporte principal. Um ambiente para programas baseados em. NET. Windows Mobile 5.0 incluído Microsoft Exchange Server "push". A funcionalidade "push" necessário suporte do fornecedor / dispositivo  Com AKU2 upgrades de software de todos os dispositivos WM 5.0 suportado DirectPush. A versão apresentou maior vida útil da bateria, devido à capacidade de armazenamento persistente. A nova versão do Office, " Microsoft Office Mobile ", inclui PowerPoint Mobile, Excel Mobile, com capacidade gráfica e Word Mobile com a capacidade de inserir tabelas e gráficos.  Gerenciamento de mídia e reprodução reforçada com imagem e pacote de vídeo. Foi acrescentado suporte ao Bluetooth, o padrão QWERTY de teclado de suporte e uma interface de gerenciamento de Sistema de Posicionamento Global (GPS). Melhorias na ActiveSync 4.2 com 15% de aumento na velocidade de sincronização. Windows Mobile 5.0 requer 64 MB de ROM o dispositivo deve executar processador compatível com ARM, como o Intel XScale ou a Samsung e Texas Instruments compatíveis ARM.

### Windows Mobile 6.0
Windows Mobile 6, o "Crossbow", lançado em fevereiro 12, 2007, no 3GSM World Congress 2007. Vem em três versões diferentes e está ligada ao Windows Live e do Exchange 2007 produtos. Windows Mobile 6 Standard, enquanto o Windows Mobile 6 Professional foi oferecido no O2 Xda Terra. O Windows Mobile 6, concebido para ser semelhante com Windows Vista. Ele funciona  parecido com o Windows Mobile 5, mas com mais estabilidade. Para Microsoft Office OneNote foi adicionada à versão já instalada. Além dos programas recém-incluído no Office Móveis melhorias feitas para aplicações existentes, como e-mail HTML apoio no Outlook Mobile. Com Server Search em Microsoft Exchange 2007, Out of Office responde com Microsoft Exchange 2007, para auxiliar o desenvolvimento para programadores. NET Compact Framework v2 SP2 está pré-instalado com o sistema operacional. Habilidades reforçadas com novo Microsoft BluetoothStack e VoIP e MSRT Codec de Áudio, Para melhorar a segurança Microsoft adicionou cartão de armazenamento, resolução de tela de suporte, pela Sharp foi o primeiro e único dispositivo tem uma tela de 800x480 em WM5.

### Windows Mobile 6.1
Windows Mobile 6.1, anunciado 01 de abril de 2008. Uma pequena atualização para a plataforma Windows Mobile 6, com melhorias de desempenho e uma tela inicial embora esta nova tela é destaque apenas no Windows Standard Edition Mobile. Não foi apoiada na edição Professional. Outras mudanças: SMS rosca, página de zoom no Internet Explorer e 'Domínio Particular' também adicionadas, junto com uma versão "mobile" do Microsoft OneNote programa e um interativo "Introdução" assistente. A mais evidente das outras diferenças é que a versão padrão cria links automáticos para números de telefone em tarefas e compromissos, permitindo  fácil clique e discagem. O recurso não é suportado na versão Professional. Windows Mobile 6.1 também melhorou eficiência no protocolo de banda de push-mail "Activesync" de "até 40%", e melhorou a vida da bateria em diversos dispositivos.

### Windows Mobile 6.5
Windows Mobile 6.5, um paliativo para o Windows Mobile 6.1 Nunca foi parte do roteiro de telefonia móvel da Microsoft, descrito por seu diretor-executivo, Steve Ballmer: "não é a versão completa [Microsoft]” até o multi-touch -enabled Windows Mobile 7 chegou em 2010. Vários telefones que com o Windows Mobile 6.1 pode ser atualizado para Windows Mobile 6.5. que inclui algumas novas funcionalidades, como uma interface gráfica renovada, uma nova tela, também inclui o novo Internet Explorer Mobile 6 do navegador, com melhor interface. O desenvolvimento passou de Windows Mobile para o seu sucessor Windows Phone. há grandes atualizações foram planejados ou liberados, apesar de três pequenas atualizações, foram feitas para satisfazer os consumidores durante o período de transição, um aplicativo de contatos atualizada, o suporte nativo para A-GPS, melhorada de mensagens de texto encadeado, e melhorias de desempenho. A última atualização menor e última versão lançada é 6.5.5 O nome Windows Mobile 6.5.5 foi aplicado a estas versões mais recentes, embora este nome não sendo confirmada pela Microsoft.

### Windows 10 Mobile
Windows 10 Mobile, é a versão adaptada a dispositivos móveis do Windows 10. Sucessor do Windows Phone, em 2015 a Microsoft volta a utilizar o nome "Mobile" para designar a dispositivos móveis. Neste caso, usa-se este termo, apenas para identificar em qual tipo de dispositivo o sistema está sendo executado, já que o nome do produto é apenas Windows 10. Concebido através da ideia de "Um produto, Uma família" e de universalização da plataforma Microsoft, onde qualquer aplicativo pode rodar em qualquer dispositivo executando o Windows, o Windows 10 Mobile veio para substituir o malsucedido Windows Phone e tentar alavancar as vendas do sistema e tornar sua participação no mercado mais relevante, além de atrair mais desenvolvedores.